# Condado de Campbell (Kentucky)
El condado de Campbell (en inglés: Campbell County) es un condado en el estado estadounidense de Kentucky. En el censo de 2020 el condado tenía una población de 93.076 habitantes. Las sedes de condado es Alexandria y Newport. El condado fue formado el 17 de noviembre de 1794 a partir de porciones de los condados de Scott, Harrison y Mason. Fue nombrado en honor al coronel John Campbell, quien luchó en la Guerra de Independencia de los Estados Unidos.

## Geografía
Según la Oficina del Censo, el condado tiene un área total de 412 km² (159 sq mi), de la cual 394 km² (152 sq mi) es tierra y 18 km² (7 sq mi) (4,94%) es agua.

### Condados adyacentes
- Condado de Hamilton, Ohio (norte)
- Condado de Clermont, Ohio (este)
- Condado de Pendleton (sur)
- Condado de Kenton (oeste)

## Autopistas importantes
- Interstate 275
- Interstate 471
- U.S. Route 27
- Ruta Estatal de Kentucky 8
- Ruta Estatal de Kentucky 9

## Demografía
En el  censo de 2000, hubo 88.616 personas, 34.742 hogares y 23.103 familias residiendo en el condado. La densidad poblacional era de 585 personas por milla cuadrada (226/km²). En el 2000 había 36.898 unidades unifamiliares en una densidad de 244 por milla cuadrada (94/km²). La demografía del condado era de 96,64% blancos, 1,57% afroamericanos, 0,17% amerindios, 0,54% asiáticos, 0,01% isleños del Pacífico, 0,31% de otras razas y 0,76% de dos o más razas. 0,86% de la población era de origen hispano o latino de cualquier raza. 
La renta promedio para un hogar del condado era de $41.903 y el ingreso promedio para una familia era de $51.481. En 2000 los hombres tenían un ingreso medio de $37.931 versus $27.646 para las mujeres. La renta per cápita para el condado era de $20.637 y el 9,30% de la población estaba bajo el umbral de pobreza nacional.

## Ciudades y pueblos
| - Alexandria - Bellevue - California - Camp Springs - Claryville | - Cold Spring - Crestview - Dayton - Fort Thomas | - Highland Heights - Melbourne - Mentor - Newport | - Silver Grove - Southgate - Wilder - Woodlawn |